# Fryderyk Szydłowski
Fryderyk (Frederick) Szydłowski (ur. 19 lipca 1993 w Hamburgu) – polski przedsiębiorca, założyciel aplikacji i platformy Embargo. W przeszłości profesjonalny koszykarz grający na pozycji rozgrywającego (w sezonie 2011/2012 zawodnik klubu PBG Basket Poznań). Ma podwójne obywatelstwo – polskie i niemieckie. Na co dzień mieszka w Londynie, gdzie znajduje się siedziba Embargo.
Aplikacja Embargo powstała w 2017 roku w wersji beta i została w pełni wypuszczona w maju 2018. W październiku 2018 osiągnęła rekordowe 5. miejsce w rankingu na UK Apple AppStore w kategorii bezpłatnych aplikacji lifestyle'owych, jedynie kilka miejsc za słynną aplikacją Tinder.
Przed założeniem Embargo, Fryderyk Szydłowski był dyrektorem marketingowym klubów i barów w Londynie, w tym znanego klubu Tonteria na Sloane Square. Jego pierwszym biznesem były marka odzieżowa #TheKrag, która zadebiutowała na London Men's Fashion Week w 2016.
Jako nastolatek, Fryderyk Szydłowski rozwijał karierę koszykarską w drużynie Pyry Poznań, w której występował w latach 2009–2011. W sierpniu 2011 roku został włączony do pierwszej kadry PBG Basketu Poznań. Z klubem tym w sezonie 2011/2012 wystąpił w 17 meczach Polskiej Ligi Koszykówki. W Polskiej Lidze Koszykówki zadebiutował 12 października 2011 roku w meczu przeciwko klubowi Turów Zgorzelec.

## Statystyki koszykarskie z PLK
| Sezon     | Drużyna          | M  | S5 | MPG | FG% | 3P% | FT% | RPG | APG | SPG | BPG | PPG |
| --------- | ---------------- | -- | -- | --- | --- | --- | --- | --- | --- | --- | --- | --- |
| 2011/2012 | PBG Basket (PLK) | 17 | 0  | 2,8 | 25% | 25% | 50% | 0,2 | 0,2 | 0,1 | 0,0 | 0,4 |